# Depth Affect
Depth Affect est un groupe de musique électronique français, originaire de Nantes, en Loire-Atlantique. Formé en 2004, le quatuor est composé de David Bideau, Rémy Charrier, Frédéric Puren (DJ Kalmook) et Xavier Brunet (DeesK). Leur musique contient certaines influences (hip-hop, électronique, pop) et certaines sonorités (mélodie, recherche sonore) qui rappellent des groupes comme Prefuse 73, les artistes du labels Warp, ou encore Amon Tobin. Depuis leurs débuts, ils sont fidèles à leur label Autres Directions in Music, où l’on retrouve leurs cousins musicaux de Melodium. Le groupe cesse ses activités en 2012.

## Biographie
À l’origine, David Bideau et Rémy Charrier, tous deux lycéens, se retrouvent régulièrement pour écouter les disques des Beach Boys, de RZA ou d’Autechre. Très vite, leur imagination déborde et ils créent les premiers ping-pongs musicaux pour Depth Affect. En 2004, ils font le concert d’ouverture d’Alias (du label Anticon) qui, emballé par leur prestation, les qualifiera même comme « l’un des meilleurs groupes avec lequel il a eu la chance de jouer ». Très attendu pour leur premier album, le duo nantais décide d’intégrer DJ Kalmook (Frédéric Puren) et le Veejay DeesK (Xavier Brunet). Ensemble, ils participent à la création du premier album, Arche Lymb. Leur style est basé sur des beats fracassants et déstructurés et des mélodies lancinantes ou mélancoliques.
Le premier album du groupe, Arche Lymb, sort en 2006, sous le label Autres Directions in Music. Il est très chaleureusement accueilli par la critique,, et permet au quatuor de faire le tour de France en participant à des festivals et des concerts auprès d'artiste comme rinôçérôse, Why?, dEUS ou encore Coldcut et Franz Ferdinand. Décrit comme un album aux mélodies lancinantes et aux beats hip-hop bruts, il est toujours considéré comme un des meilleurs albums du groupe. Alias (Wyoming Highway) et Cyne (One Day Or So) y font leur apparition. 
Le quatuor revient, en 2008, avec Hero Crisis, un album de 12 titres qui sonne comme celui de la confirmation. Considéré par beaucoup comme plus accessible, plus homogène, plus accrocheur que le précédent,. Au moment où le courant hip-hop expérimental se tarissait un peu, Depth Affect propose un album aux influences pop et R’n’B qui renouvelle le genre. Ce sont, cette fois, les rappeurs Subtitle et Awol One qui viennent prêter leurs voix sur les morceaux Street Level et Dusty Records. Ils entament, à nouveau, une tournée nationale pour faire découvrir cet album, une fois encore, vivement salué par les critiques spécialisés.
En guise d'interlude, le groupe sort, en 2010, un EP de 6 titres, Chorea, toujours sur le label Autres Directions in Music. Il contient notamment le morceau Else’s  Vision avec un featuring le rappeur américain Riddlore. Les titres de cet EP sont disponibles gratuitement sur la plateforme de partage SoundCloud. Les années 2010, 2011, seront surtout pour Depth Affect l'occasion de se produire, pour la première fois, dans des salles de concert à l'étranger (Belgique, Angleterre et Russie).
Draft Battle est le troisième album du groupe nantais, sorti en 2011. Il s’agit du plus épuré des albums de Depth Affect,. On retrouve bien évidemment les habituelles mélodies mélancoliques voire presque anxieuses et rythmes cisaillés, mais la construction de l'album est plus aboutie. Les inspirations varient par rapport aux albums précédents et permettent à David, Rémi, Xavier et Kalmook de changer d’univers et de proposer une évolution de leur musique[réf. souhaitée].
Le 29 août 2012, la séparation du groupe est annoncée par leur label.